# 喬治·韓德瑞克
喬治·安德魯·韓德瑞克二世（英語：George Andrew Hendrick Jr.，1949年10月18日—），為前美國職棒大聯盟的外野手，生涯曾效力於運動家、印地安人、教士、紅雀、海盜與天使等隊。
韓德瑞克生涯共兩度拿下銀棒獎，4次入選明星賽。1980年到1983年間，他都是紅雀隊上的全壘打王。他在1972年和1982年都拿下冠軍，目前他在光芒隊擔任球隊營運特別顧問。

## 職業生涯
韓德瑞克於1968年開啟職棒生涯，並在1971年登上大聯盟。韓德瑞克平時在場上跑步態度散漫，因此獲得了「慢跑喬治」的外號。1980年到1983年，韓德瑞克都能在MVP票選上拿下前15名。
女性運動作家Lisa Nehus Saxon曾表示瑞吉·傑克森在球員時期會對她進行騷擾和言語霸凌，當時都是由韓德瑞克挺身而出保護Saxon。
1985年8月2日，海盜將韓德瑞克、John Candelaria和Al Holland交易到天使，換來Pat Clements、Mike Brown和一名日後指定球員(Bob Kipper)。韓德瑞克最後在1988年退休。1989年，他在半職業球隊打了一個球季。

## 生涯打擊成績
| 出賽次數 | 打席 | 打數 | 得分 | 安打 | 二安 | 三安 | 全壘打 | 打點 | 盜壘 | 保送 | 三振 | 打擊率 | 上壘率 | 長打率 | OPS  |
| -------- | ---- | ---- | ---- | ---- | ---- | ---- | ------ | ---- | ---- | ---- | ---- | ------ | ------ | ------ | ---- |
| 2048     | 7834 | 7129 | 941  | 1980 | 343  | 27   | 267    | 1111 | 59   | 567  | 1013 | .278   | .329   | .446   | .775 |

## 個人生活
韓德瑞克的兒子布萊恩是一名籃球員。

## 外部連結
- 球員資訊和成績在MLB ，ESPN，Retrosheet ，Baseball Reference ，Baseball Reference (Minors) ，Fangraphs ，The Baseball Cube ，Baseball Almanac （英文）